# Paul Crutzen
Paul Josef Crutzen (Amsterdam, 3 de dezembro de 1933 – 28 de janeiro de 2021) foi um químico neerlandês.
Conjuntamente com Mario Molina e Frank Sherwood Rowland, foi laureado com o Nobel de Química de 1995, pelo "seu trabalho na química atmosférica, particularmente o estudo sobre a formação e decomposição do ozônio na atmosfera". Membro da Pontifícia Academia das Ciências em 25 de junho de 1996. Foi professor do Instituto Max Planck de Química em Mainz, Alemanha.
O asteroide 9679 Crutzen é denominado em sua homenagem.

## Trabalho científico
Ativista na área de ciências ambientais, contribuiu, junto com Mario J. Molina e Sherwood Rowland, para a compreensão da formação do buraco na camada de ozônio. Seus estudos sobre substâncias poluentes têm permitido entender as possíveis mudanças climáticas sofridas pela Terra, relacionadas à emissão de clorofluorcarbonetos ou CFCs e outros gases organoalogênicos com uma alteração no equilíbrio químico na formação e destruição do ozônio estratosférico.
Foi quem introduziu o termo Antropoceno no ano 2000, por analogia com a palavra Holoceno. Crutzen explicou o incidente que o levou a cunhar: 
Eu estava em uma conferência onde alguém estava comentando sobre o Holoceno. Na época achei que esse termo estava errado, porque o mundo mudou muito. Então eu disse: Não, estamos no Antropoceno!, Criando a palavra no calor daquele momento. Todos ficaram surpresos. Mas parece ter persistido. 
Crutzen usou o termo pela primeira vez em um boletim de 2000 da Agência Internacional da Geosfera e Biosfera (IGBP), no. 41. Mais tarde, em 2008, Jan Zalasiewicz sugeriu em um boletim da American Geological Society que o termo Antropoceno seria apropriado para esses momentos.

## Prêmio Nobel de Química
Em 1995 recebeu, juntamente com Molina e Rowland, o Prêmio Nobel de Química por seus trabalhos sobre a química da atmosfera, especialmente sobre a formação e decomposição do ozônio.

## Morte
Crutzen morreu em 28 de janeiro de 2021, aos 87 anos.